# Gare d'Abashiri
La gare d'Abashiri (網走駅, Abashiri-eki) est une gare ferroviaire située dans la ville d'Abashiri, à Hokkaidō au Japon. Elle est exploitée par la compagnie JR Hokkaido.

## Situation ferroviaire
La gare est située au début de ligne principale Senmō et à la fin de la ligne principale Sekihoku.

## Historique
La gare est inaugurée le 5 octobre 1912.

## Service des voyageurs

### Accueil
La gare dispose d'un bâtiment voyageurs, avec guichets, ouvert tous les jours.

### Desserte
- Ligne principale Sekihoku :
  - voies 1 à 3 : direction Kitami, Asahikawa et Sapporo

- Ligne principale Senmō :
  - voies 1 à 3 : direction Mashū et Kushiro